# Compass (banda)
Compass es el nombre del proyecto musical formado por Camilo Lara del Instituto Mexicano del Sonido y Antonio Hernández de Toy Selectah. El disco fue grabado con la colaboración de Red Bull Studios en Nueva York, Los Ángeles, Londres y São Paulo. Aunque los artistas también hicieron grabaciones independientes en Monterrey, Ciudad de México, Kingston, Tokio, Pekín y Nueva Delhi. En el 2016 el disco salió a la venta en diferentes plataformas digitales.

## Colaboradores
Durante la creación del disco participaron alrededor de 90 artistas. Algunos de ellos incluyen a:
- Toots Hibbert (Toots & The Maytals)
- MC Lyte
- Eugene Hütz (Gogol Bordello)
- Rob Birch (Stereo MC's)
- Kool A.D. (Das Racist)
- Gael García Bernal
- Emicida
- Maluca
- Kelli Alli
- Tiombe Lockhart
- Nina Sky
- Tanto Blacks
- Crystal Fighters
- Bonde do Role
- Mercurias
- Bruno Morais
- El Dusty

## Discografía
- Compass (2016)[4]

1. Municipal
2. Explotar
3. Sunshine
4. Crazy Conscious
5. Fire It Up
6. Yo la Vi
7. Bonde Do Compass
8. Before The Sunset
9. Canta Sim Medo
10. La Llama
11. Vic Vaporub
12. 1986
13. Velcro